# Крупенский, Василий Николаевич
Васи́лий Никола́евич Крупе́нский (1869—1945) — русский дипломат, камергер (1904), действительный статский советник (1906).

## Биография
Из дворян Бессарабской губернии. Брат А.Н. Крупенского и П. Н. Крупенского.
Окончил с золотой медалью Александровский лицей (1889).
Советник посольства в Вашингтоне. 1-й секретарь российской миссии в Пекине (1899—1902). Посланник в Пекине (1911—1916).
По воспоминаниям Д. И. Абрикосова:
Пока он был посланником нашей миссии, всё было великолепно, а наши приёмы вызывали зависть в европейских столицах. Он был по настоящему порядочный человек. Возможно, новый посланник не проявлял столь блестящей, часто неуместной инициативы, как его предшественник, но когда он получал инструкции из Министерства иностранных дел, то принимался за дело с такой энергией и рвением, что, как правило, достигал результатов, несмотря на трудности.
В 1916 году назначен послом в Японию. После октябрьской революции 1917 года, оставался на своём посту в качестве «посла без правительства», так как большевистское правительство не было признано Японией и даже был дуайеном дипломатического корпуса. В годы Гражданской войны поддерживал антибольшевистские силы на Дальнем Востоке и в Сибири. Во время нахождения адмирала А.В. Колчака в Японии в июле — сентябре 1918 года, Крупенский старался улучшить отношения между ним и японскими военными, по просьбе адмирала устроив ему встречу с начальником Генштаба Японии генералом Ихарой и военным министром генералом Танакой.
В 1921 году оставил должность посла, передав посольство первому секретарю Д. И. Абрикосову, и уехал в Рим к своему брату Анатолию Николаевичу Крупенскому, бывшему многолетнему послу в Италии. В 1931 году переехал во Францию.

## Награды
- Орден Святой Анны 3-й степени (1895)
- Орден Святого Владимира 4-й степени с мечами (1900)
- Орден Святого Владимира 3-й степени (1910)
- Орден Святого Станислава 1-й степени (1913)
- Медаль «В память царствования императора Александра III»
- Медаль «В память 300-летия царствования дома Романовых»
- Медаль Красного Креста «В память русско-японской войны»

Иностранные:
- турецкий орден Меджидие 3-й степени (1897)
- сербский орден Святого Саввы 3-й степени (1897)
- болгарский орден «За гражданские заслуги» 3-й степени (1898)
- французский орден Почётного легиона офицерский крест (1901)
- итальянский орден Короны командорский крест (1902)
- бельгийский Орден Леопольда I офицерский крест (1902)
- японский орден Священного Сокровища 3-й степени (1902)
- китайский орден Двойного Дракона 2-й степени 1 класса (1902)
- прусский орден Красного орла 3-й степени (1903)
- прусский орден Короны 2-й степени (1906)
- австрийский орден Франца-Иосифа 1-й степени (1912)
- китайский Орден Тучного колоса[англ.] 1-й степени (1914)